# میگوهای اسکلتی
میگوهای اسکلتی (نام علمی: Caprellidae) نام یک تیره از راسته دوجورپایان است.